# Sportåret 2018

## Allmänt
- 9-25 februari - Olympiska vinterspelen arrangeras i Pyeongchang i Sydkorea. Norge vinner medaljligan med totalt 39 medaljer varav 14 guld.[1]
- 9-18 mars - Paralympiska vinterspelen avgörs i Pyeongchang i Sydkorea.
- 4-15 april: Samväldesspelen hålls i Gold Coast i Queensland, värdnationen Australien vinner medaljligan med totalt 198 medaljer varav 80 guld.[2]
- 22 juni-1 juli - Medelhavsspelen avgörs i Tarragona i Spanien.[3]
- 18 augusti-2 september - Asiatiska spelen i Jakarta i Indonesien.
- 6-18 oktober - Olympiska sommarspelen för ungdomar avgörs i Buenos Aires i Argentina.

## Bandy
- 9-13 januari - Världsmästerskapet för damer spelas vid Sommarresidenset i Chengde i Kina. Sverige blir världsmästare efter finalseger med 1-0 mot Ryssland.[4][5]
- 28 januari-4 februari - Världsmästerskapet för herrar spelas i Ryssland och Kina. Ryssland blir världsmästare efter finalseger mot Sverige med 5-4.[6][7]
- 17 mars
  - Skutskärs IF blir svenska dammästare efter seger mot AIK med 3-2 i finalen på Studenternas IP i Uppsala.[8]
  - Edsbyns IF blir svenska herrmästare efter seger mot Sandvikens AIK med 4-0 i finalen på Studenternas IP i Uppsala.[9]
- 14 oktober – Villa Lidköping BK, Sverige vinner World Cup genom att besegra Sandvikens AIK, Sverige med 4–1 i finalmatchen i Göransson Arena i Sandviken, Sverige.[10]

## Baseboll
- 28 oktober - American League-mästarna Boston Red Sox vinner World Series med 4–1 i matcher över National League-mästarna Los Angeles Dodgers.[11]

## Basketboll
- 22-30 september - Världsmästerskapet för damer spelas i Spanien. USA vinner turneringen genom att finalbesgera Australien med 73–56.[12]

## Boxning
- 15-24 november - Amatörvärldsmästerskapen för damer avgörs i New Delhi, Indien.

## Drakbåt
- 17-22 juli - Drakbåts-VM för klubblag 2018 i Ungern.
- 23-26 augusti - Drakbåts-EM för landslag 2018 i Brandenburg am Havel i Tyskland.
- 13-16 september - Drakbåts-VM för landslag 2018 i Gainesville, Georgia i USA.

## Fotboll
- 30 januari-10 februari - Europamästerskapet i futsal avgörs i  Slovenien. Portugal blir Europamästare efter finalseger mot Spanien.[13]

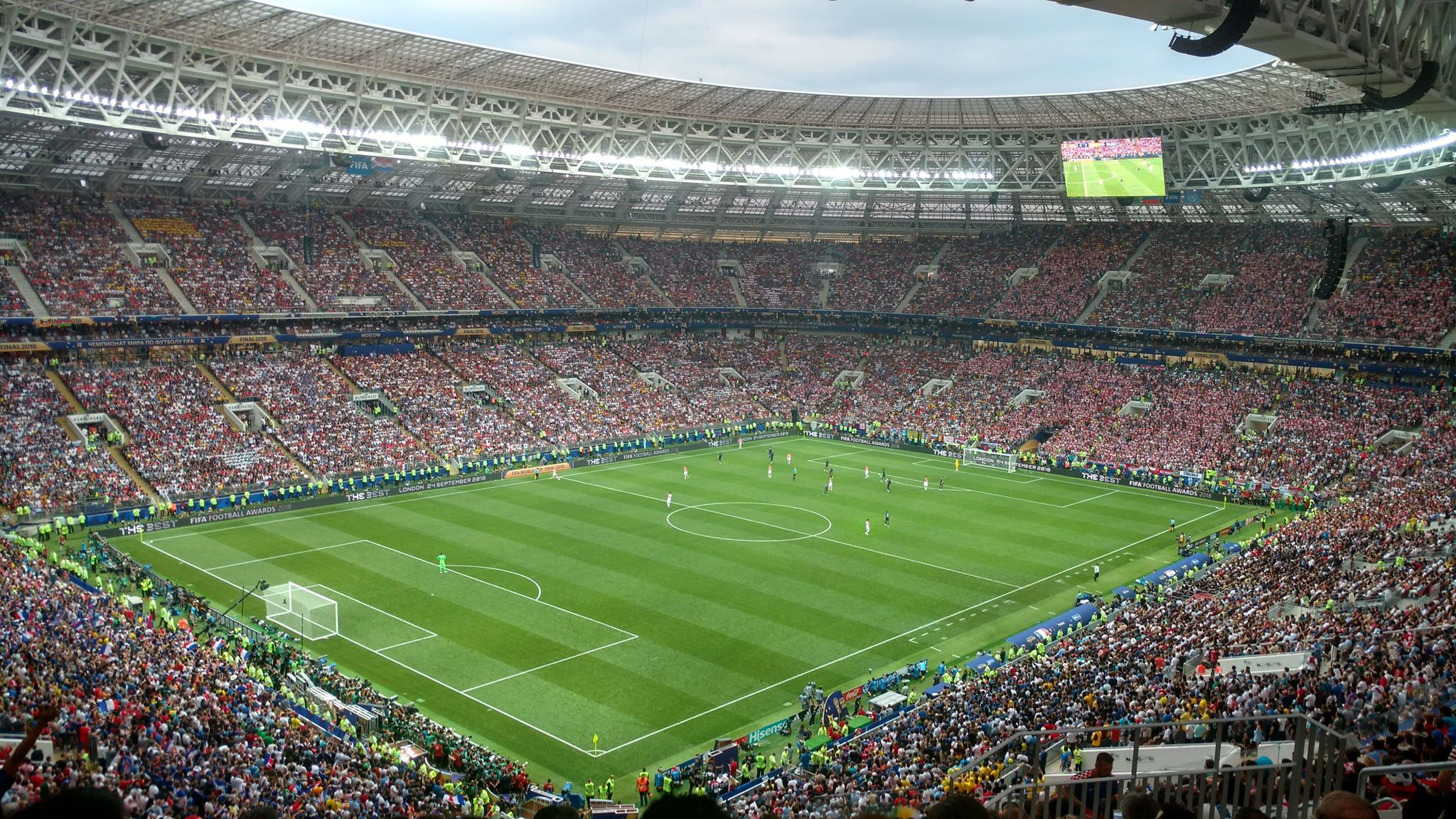
Frankrike besegrar Kroatien i herrarnas VM-final.

- 14 juni-15 juli - Världsmästerskapet spelas i Ryssland.[14] Frankrike vinner finalen mot Kroatien med 4-2[15] medan Belgien slår England med 2-0 i bronsmatchen.[16]

## Friidrott
- 6-12 augusti - Europamästerskapen avgörs i Berlin i Tyskland.
- 12 augusti – Armand Duplantis sätter juniorvärldsrekord i stavhopp, 6,05 meter, EM i friidrott i Berlin.

## Handboll
- 12-28 januari - Europamästerskapet för herrar spelas i Kroatien. Spanien blir Europamästare för första gången efter finalseger, 29-23, mot Sverige.[17]
- 29 november-16 december - Europamästerskapet för damer spelas i Frankrike. Frankrike vinner turneringen efter finalseger, 24-21, mot Ryssland.[18]

## Innebandy
- 1-9 december - Världsmästerskapet för herrar spelas i Tjeckien. Finland vinner turneringen efter finalseger med 6–3 mot Sverige.[19]

## Ishockey
- 26 december 2017-5 januari - Juniorvärldsmästerskapet spelas i Buffalo i New York i USA. Kanada vinner finalen över Sverige med 3-1.[20] medan USA vinner med 9-3 mot Tjeckien i bronsmedaljmatchen.[21][22]
- 6-13 januari - U18-Världsmästerskapet för damer spelas i Ryssland. USA blir världsmästare efter finalseger mot Sverige. Det är första gången någonsin som en final i denna turnering inte spelas mellan USA och Kanada.[23][24]
- 6 februari -  JYP från Finland vinner Champions Hockey League efter finalseger mot Växjö Lakers från Sverige.[25][26]
- 19-29 april - Finland vinner U18-Världsmästerskapet i ishockey för herrar i Tjeljabinsk och Magnitogorsk i Ryssland före USA och Sverige.[27]
- 22 april -  Växjö Lakers blir svenska herrmästare efter att ha vunnit finalserien mot Skellefteå AIK med 4–0 i matcher.[28]

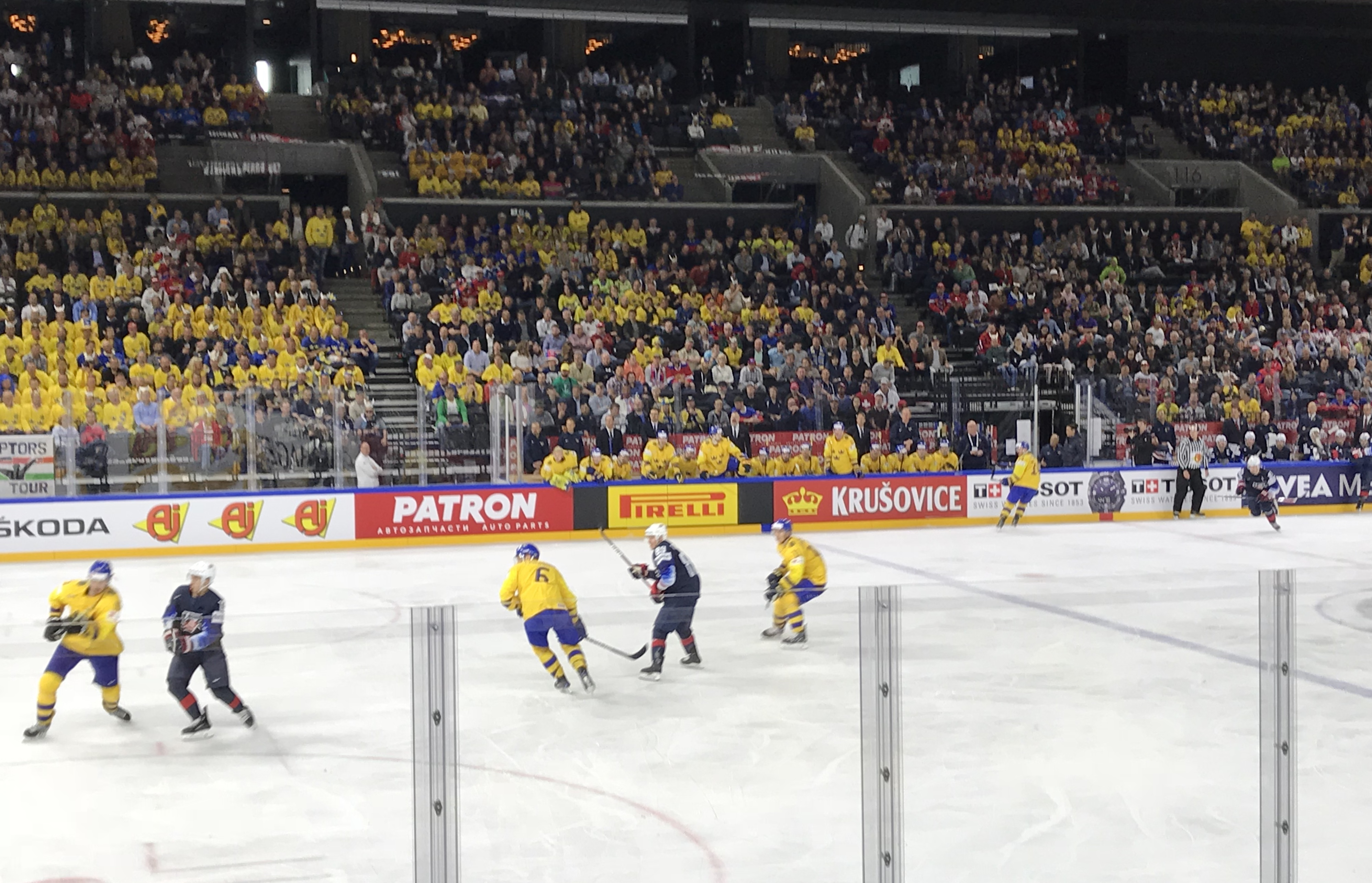
Sveriges besegrar USA i herrvärldsmästerskapets semifinal.

- 4-20 maj - Världsmästerskapet för herrar spelas i Köpenhamn och Hening i Danmark. Sverige vinner turneringen före Schweiz och USA.[29]
- 7 juni - Washington Capitals vinner Stanley Cup genom att besegra Vegas Golden Knights med 4–1 i matcher i finalserien.[30]

## Landhockey
- 21 juli-5 augusti - Världsmästerskapet för damer i England i Storbritannien. Nederländerna besegrar Irland med 6-0 i finalen[31] medan Spanien slår Australien med 3-1 i bronsmatchen.[32]
- 1-16 december - Världsmästerskapet för herrar spelas i Indien. Belgien besegrar Nederländerna med 3-2 efter straffslag i finalen medan Australien slår England med 8-1 i bronsmatchen.[33]

## Motorsport

### Indycar
- 27 maj - Will Power, körandes för Team Penske, vinner den 102:a upplagan av Indianapolis 500.[34]

### Sportvagnsracing
- 17 juni – Sébastien Buemi, Kazuki Nakajima och Fernando Alonso vinner Le Mans 24-timmars med en Toyota TS050 Hybrid.[35]

## Nordisk skidsport
- 30 december 2017-7 januari - Tour de Ski i längdskidåkning avgörs i Schweiz, Tyskland och Italien. Dario Cologna från Schweiz vinner den sammanlagda herrtävlingen och Heidi Weng från Norge vinner damernas sammanlagda tävling.[36][37]
- 18-21 januari - Världsmästerskapen i skidflygning avgörs i Oberstdorf i Tyskland. Daniel-André Tande från Norge vinner den individuella tävlingen och Norge vinner lagtävlingen.[38][39]
- 4 mars - Andreas Nygaard, Norge vinner herrklassen medan Lina Korsgren, Åre LSK vinner damklassen då Vasaloppet avgörs.[40]

## Tennis
- 15-28 januari - Australiska öppna spelas i Melbourne i Victoria i Australien. Singeltävlingarna vinns av Roger Federer från Schweiz på herrsidan och Caroline Wozniacki från Danmark på damsidan.[41][42]

## Travsport
- 28 januari – Readly Express och kusken Björn Goop vinner världens största travlopp Prix d'Amérique i Paris.[43]
- 6 oktober – On Track Piraten blir historisk när han tar sin 28:e seger inom rikstoton och går om Callit som den häst som tagit flest antal rikstotosegrar i Sverige.[44]

## Avlidna
- 2 januari – Oladapo "Dee" Ayuba, 31, brittisk-nigeriansk basketspelare.[45]
- 12 januari – Kjell Nilsson, 74, svensk generallöjtnant och stridspilot, ordförande i Svenska Ishockeyförbundet 2002–2004.[46]
- april – exakt datum saknas – Brigitte Ahrenholz, 65, östtysk roddare.[47]
- 6 maj – Eric Geboers, 55, belgisk motocrossförare.[48]
- 24 juli – Lennart "Nappe" Kärrström, 83, svensk handbollsspelare.[49]
- 29 juli – Vibeke Skofterud, 38, norsk längdskidåkare.[50]
- 7 augusti – Stan Mikita, 78, slovakisk-kanadensisk ishockeyspelare.[51]
- 8 augusti – Nicholas Bett, 28, kenyansk friidrottare.[52]
- 27 augusti – Stellan Westerdahl, 82, svensk seglare och affärsman.[53]
- 9 september – Frank Andersson, 62, svensk brottare.[54]
- 14 oktober – Gösta "Svängsta" Svensson, 88, svensk höjdhoppare.[55]
- 24 november – Rune Jansson, 86, svensk brottare.[56]

### Fotnoter
1. ↑  ”Pyeongchang 2018 - Medal standings”. Arkiverad från originalet den 24 februari 2018. https://web.archive.org/web/20180224052438/https://www.pyeongchang2018.com/en/game-time/results/OWG2018/en/general/medal-standings.htm. Läst 16 februari 2018.
2. ↑  Medal Table - Commonwealth Games. BBC. Läst 19 april 2018.
3. ↑  XVIII Jocs Mediterranis Tarragona 2018. Arkiverad 7 september 2015 hämtat från the Wayback Machine. Oficina dels Jocs Mediterranis Tarragona 2018. Läst 18 december 2017.
4. ↑  Hannes Nyberg (13 januari 2018). ”Sverige tog VM-guld i bandy” (på svenska). SVT Sport. https://www.svt.se/sport/bandy/sverige-tog-vm-guld-i-bandy. Läst 13 januari 2018.
5. ↑  ”World Championships 2018”. Bandysidan. http://www.bandysidan.nu/event.php?EVID=227. Läst 19 mars 2020.
6. ↑  Kristopher Karlsson (4 februari 2018). ”Svenskt VM-silver efter rysarförlust i finalen” (på svenska). SVT Sport. https://www.svt.se/sport/bandy/sverige-ryssland-15. Läst 4 februari 2018.
7. ↑  ”World Championships Women 2018”. Bandysidan. http://www.bandysidan.nu/event.php?EVID=226. Läst 19 mars 2020.
8. ↑  Erik Jonsson (17 mars 2018). ”2010–2019”. Svenska Bandyförbundet. https://www.svenskbandy.se/BANDYFINALEN/HISTORIK/Svenskamastare/Damer/2010-2019/. Läst 19 mars 2020.
9. ↑  Erik Jonsson (17 mars 2018). ”2010–2019”. Svenska Bandyförbundet. https://www.svenskbandy.se/BANDYFINALEN/HISTORIK/Svenskamastare/Herrar/2010-2019/. Läst 19 mars 2020.
10. ↑  ”Villa vann World Cup för första gången” (på svenska). Sportbladet. 15 oktober 2017. https://www.aftonbladet.se/sportbladet/a/bKxzAk/villa-vann-world-cup-for-forsta-gangen. Läst 3 september 2024.
11. ↑  ”2018 World Series” (på engelska). Baseball-Reference.com. https://www.baseball-reference.com/postseason/2018_WS.shtml. Läst 29 oktober 2018.
12. ↑  Beau Dure (30 september 2018). ”FIBA Women's Basketball World Cup final: USA beat Australia – as it happened” (på svenska). Guardian. https://www.theguardian.com/sport/live/2018/sep/30/usa-australia-fiba-womens-basketball-world-cup-final-latest-score. Läst 30 september 2018.
13. ↑  ”Portugal win Futsal EURO, Ricardinho top scorer: at a glance” (på engelska). UEFA. https://www.uefa.com/futsaleuro/news/newsid=2535354.html#/. Läst 13 februari 2018.
14. ↑  ”England miss out to Russia in 2018 World Cup vote”. BBC. 2 december 2010. http://news.bbc.co.uk/sport2/hi/football/9250585.stm. Läst 11 december 2010.
15. ↑  Simon Norberg, Staffan Dickson (15 juli 2018). ”Frankrike världsmästare i fotboll” (på svenska). Sportbladet. https://www.aftonbladet.se/sportbladet/fotboll/a/ng7pqJ/frankrike-varldsmastare--vann-finalen-mot-kroatien-med-42. Läst 7 augusti 2018.
16. ↑  Simon Norberg, Staffan Dickson (14 juli 2018). ”Historiskt VM-brons till Belgien” (på svenska). Sportbladet. https://www.aftonbladet.se/sportbladet/fotboll/a/zL1a7w/historiskt-vm-brons-till-belgien. Läst 7 augusti 2018.
17. ↑  ”Svensk kollaps i EM-finalen – överkört av Spanien”. SVT. 28 januari 2018. https://www.svt.se/sport/handboll/sverige-spanien-2. Läst 28 januari 2018.
18. ↑  ”Frankrike vann EM-finalen” (på svenska). Norra Skåne. 16 december 2018. https://www.nsk.se/2018/12/17/frankrike-vann-em-finalen/. Läst 17 december 2018.
19. ↑  ”Finland slog Sverige i VM-finalen” (på svenska). Sportbladet. 9 december 2018. https://www.aftonbladet.se/sportbladet/a/qnln0O/fiasko--finland-slog-sverige-i-vm-finalen. Läst 10 december 2018.
20. ↑  Linus Norberg, Hans Abrahamsson (6 januari 2018). ”Sverige förlorade galna finaldramat i natt” (på svenska). Sportbladet. https://www.aftonbladet.se/sportbladet/hockey/a/m61rAq/sverige-forlorade-galna-finaldramat-i-natt. Läst 6 januari 2018.
21. ↑  Linus Norberg (5 januari 2018). ”USA tog brons” (på svenska). Sportbladet. https://www.aftonbladet.se/sportbladet/hockey/a/On3rvl/usa-tog-brons--slaktade-tjeckien. Läst 6 januari 2018.
22. ↑  ”Championnat du monde des moins de 20 ans 2017/18” (på franska). Hockey Archives. 5 januari 2018. https://www.hockeyarchives.info/U-20_2018.htm. Läst 17 mars 2020.
23. ↑  Patrick Kipler (13 januari 2018). ”Svenska U18-tjejerna klara för VM-final” (på svenska). SVT Sport. https://www.svt.se/sport/ishockey/jvmtjejer/?intcmp=svt.se:sport:ishockey:svenska-u18-damerna-chanslosa-i-vm-finalen:blalank-brodtext:10&intcmp=svt.se:sport:ishockey:svenska-u18-damerna-chanslosa-i-vm-finalen:blalank-brodtext:8. Läst 13 januari 2018.
24. ↑  Patrick Kipler (13 januari 2018). ”Svenska U18-damerna chanslösa i VM-finalen” (på svenska). SVT Sport. https://www.svt.se/sport/ishockey/svenska-u18-tjejerna-utan-chans-i-vm-finalen/. Läst 13 januari 2018.
25. ↑  Simon Norberg (6 februari 2018). ”JYP besegrade Växjö Lakers i CHL-finalen” (på svenska). Sportbladet. https://www.aftonbladet.se/sportbladet/hockey/a/OnroO1/har-bryter-de-sverigedominansen. Läst 7 februari 2018.
26. ↑  ”Champions Hockey League 2017/18” (på franska). Hockey Archives. 6 februari 2018. https://www.hockeyarchives.info/CHL2018.htm. Läst 17 mars 2020.
27. ↑  ”Championnats du monde 2018 des moins de 18 ans” (på franska). Hockey Archives. 29 april 2018. https://www.hockeyarchives.info/U-18_2018.htm. Läst 17 mars 2020.
28. ↑  ”Championnat de Suède 2017/18” (på franska). Hockey Archives. https://www.hockeyarchives.info/Suede2018.htm. Läst 23 mars 2020.
29. ↑  ”Championnats du monde 2018” (på franska). Hockey Archives. 20 maj 2018. https://www.hockeyarchives.info/mondial2018.htm. Läst 17 mars 2020.
30. ↑  ”NHL 2017/18” (på franska). Hockey Archives. https://www.hockeyarchives.info/NHL2018.htm. Läst 23 mars 2020.
31. ↑  Nick Ames (5 augusti 2018). ”Netherlands win eighth hockey World Cup and end Ireland’s fairytale” (på engelska). Guardian. https://www.theguardian.com/sport/2018/aug/05/netherlands-ireland-hockey-world-cup-final-match-report. Läst 7 augusti 2018.
32. ↑  ”Dutch win 8th Women's World Cup field hockey title” (på engelska). AP News. 5 augusti 2018. https://www.apnews.com/1ff1a613d77e433489b626dcc562df14. Läst 7 augusti 2018.
33. ↑  ”England thrashed as they miss out on medals at the hockey World Cup” (på engelska). Telegraph. 16 december 2018. https://www.telegraph.co.uk/hockey/2018/12/16/england-thrashed-miss-medals-hockey-world-cup/. Läst 17 december 2018.
34. ↑  ”Will Power wins 2018 Indianapolis 500” (på engelska). autosport.com. Autosport Network. 27 maj 2018. http://classic.autosport.com/news/report.php/id/136348/. Läst 9 september 2018.
35. ↑  ”Le Mans 24h: Toyota breaks curse, Alonso wins on debut” (på engelska). motorsport.com. 17 juni 2018. https://www.motorsport.com/lemans/news/le-mans-24h-race-report-toyota-victory-alonso-1046504/3124020/?nrt=102. Läst 9 september 2018.
36. ↑  ”Cologna vann Tour de Ski – för fjärde gången”. SVT. https://www.svt.se/sport/vintersport/cologna-vann-tour-de-ski-for-fjarde-gangen/. Läst 7 januari 2018.
37. ↑  ”Heidi Weng klättrade hem Tour de Ski”. SVT. https://www.svt.se/sport/vintersport/heidi-weng-tar-hem-tour-de-ski/. Läst 7 januari 2018.
38. ↑  FIS Ski-flying World Championships 2018 Individividual official results. – läst 20 januari 2018.
39. ↑  FIS Ski-flying World Championships 2018 Team official results. – läst 22 januari 2018.
40. ↑  ”Historiska segrare”. Vasaloppet. Arkiverad från originalet den 22 mars 2020. https://web.archive.org/web/20200322121012/https://www.vasaloppet.se/wp-content/uploads/sites/1/2019/09/historiska_segrare_vasaloppet_sve_2019-09-18.pdf. Läst 22 mars 2020.
41. ↑  ”Roger Federer vann finalen i Australian Open”. https://www.aftonbladet.se/sportbladet/a/jPzoje/roger-federer-vann-finalen-i-australian-open. Läst 28 januari 2018.
42. ↑  ”Wozniacki tog hem Australian Open”. https://www.aftonbladet.se/sportbladet/a/gP05W1/wozniacki-tog-hem-australian-open. Läst 27 januari 2018.
43. ↑  Södermark, Erik (28 januari 2018). "Readly Express tog hem Prix d'Amerique". Expressen. Läst 28 januari 2018.
44. ↑  Holmgren, Mattias (6 oktober 2018). ”Piraten en vinnare igen: ’Det finns inga ord längre’”. Travronden. Läst 6 oktober 2018.
45. ↑  Tidigare SM-guldvinnaren död efter akut hjärtstopp, SVT Sport 3 januari 2018
46. ↑  https://www.expressen.se/sport/hockey/svensk-hockey-i-sorg-kjell-nilsson-ar-dod/
47. ↑  ”OS-hjälten hittad död – blev 65 år”. Expressen. 9 april 2018. https://www.expressen.se/sport/os-hjalten-hittad-dod-blev-65-ar/. Läst 9 april 2018.
48. ↑  ”Skulle rädda hund - då drunknade legendaren”. Expressen. 7 maj 2018. https://www.expressen.se/sport/motor/skulle-radda-hund-da-drunknade-legendaren-/. Läst 7 maj 2018.
49. ↑  Dödsannons på Familjesidan.se
50. ↑  ”Norska OS-medaljören hittad avliden”. SVT Sport. 29 juli 2018. https://www.svt.se/sport/langdskidor/norska-os-medaljoren-hittad-avliden. Läst 29 juli 2018.
51. ↑  _Adam Borg (7 augusti 2018). ”NHL-legendaren Stan Mikita är död” (på svenska). Sportbladet. https://www.aftonbladet.se/sportbladet/hockey/a/4dAVb9/nhl-legendaren-stan-mikita-ar-dod. Läst 7 augusti 2018.
52. ↑  ”VM-hjälten död i bilolycka: ”Hemskt””. Aftonbladet. 8 augusti 2018. https://www.aftonbladet.se/sportbladet/a/8wAj1G/vm-hjalten-dod-i-bilolycka-hemskt. Läst 8 augusti 2018.
53. ↑  Dödsannons i Svenska Dagbladet, 8 september 2018, sid. 54
54. ↑  ”Frank Andersson är död”. Expressen. 9 september 2018. https://www.expressen.se/noje/frank-andersson-ar-dod/. Läst 9 september 2018.
55. ↑  Gösta Svensson
56. ↑  Rune Jansson - Sveriges Olympiska Kommitté